# Nanao (modelo)
Nanao Arai (荒井 菜々緒 Arai Nanao?,  Ōmiya, Prefectura de Saitama, 28 de octubre de 1988), mejor conocida bajo su nombre artístico de Nanao (菜々緒?), es una actriz y modelo japonesa, afiliada a Platinum Production.
Arai comenzó su carrera profesional en 2009 como modelo regular en la revista de moda Pinky. Ganó el título de Miss TGC en el festival Tokyo Girls Collection y el Sanai Mizugi Image Girl de 2010, además de ser modelo para Non-no. En 2011, Arai se convirtió en modelo exclusiva para la revista Ginger. También ha desarrollado actividades como tarento; apareciendo en varias revistas de moda, comerciales, dramas y espectáculos de variedades y escenario.

## Filmografía

### Televisión
| Año  | Título                                                       | Papel                  | Cadena   | Notas       | Referencias  |
| ---- | ------------------------------------------------------------ | ---------------------- | -------- | ----------- | ------------ |
| 2011 | Urero Mikakunin Shōjo                                        | Nanao/Toyomoto 13-gō   | TV Tokyo |             | [ 8 ]        |
| 2012 | Omo ni Naitemasu                                             | Izumi Konno            | Fuji TV  |             | [ 9 ] [ 10 ] |
| 2012 | Urero Mikansei Shōjo                                         | Minerva/Toyomoto 13-gō | TV Tokyo |             | [ 11 ]       |
| 2013 | Lucky Seven                                                  | Haruka                 | Fuji TV  | Especial    | [ 12 ]       |
| 2013 | Last Cinderella                                              | Chiyoko Ōgami          | Fuji TV  |             | [ 13 ]       |
| 2013 | Miss Pilot                                                   | Rinko Suzuki           | Fuji TV  |             | [ 14 ]       |
| 2014 | Hoshi Shinichi Mystery Special "Teido no Mondai"             | Marianna               | Fuji TV  |             | [ 15 ]       |
| 2014 | First Class                                                  | Remie Kawashima        | Fuji TV  |             | [ 16 ]       |
| 2014 | Honto ni Atta Kowai Hanashi 15-shūnen Special "Ude o Chōdai" | Masami Nakagawa        | Fuji TV  |             | [ 17 ]       |
| 2014 | Natsu no Owari ni Koi o Shita.                               | Nanami Takeuchi        | Fuji TV  |             | [ 18 ]       |
| 2014 | Doctor X: Gekai Daimon Michiko                               | Maya Kujū              | TV Asahi | Episodio 9  | [ 19 ]       |
| 2015 | Masshiro                                                     | Asuka Hano             | TBS      |             | [ 20 ]       |
| 2015 | Ghost Writer                                                 | Manami Tsukada         | Fuji TV  |             | [ 21 ]       |
| 2015 | Futagashira                                                  | Okon                   | WOWOW    |             | [ 22 ]       |
| 2015 | Renai Aruaru                                                 |                        | Fuji TV  |             | [ 23 ]       |
| 2015 | Heat                                                         | Eri Yūki               | KTV      |             | [ 24 ]       |
| 2016 | Kaitō Yamaneko                                               | Sakura Kirishima       | NTV      |             | [ 25 ]       |
| 2017 | Onna jōshu Naotora                                           | Lady Tsukiyama         | NHK      | Drama taiga |              |
| 2017 | A Life                                                       | Minori Sakakibara      | TBS      |             |              |
| 2017 | I'm Your Destiny                                             | Mitue Yotsuya          | NTV      |             |              |
| 2018 | BG: Personal Bodyguard                                       | Mayu Suganuma          | TV Asahi |             |              |

### Películas
| Año  | Título                                         | Papel           | Notas   | Referencias |
| ---- | ---------------------------------------------- | --------------- | ------- | ----------- |
| 2013 | G.I. Joe: Retaliation                          | Lady Jay        | Doblaje | [ 26 ]      |
| 2014 | Shirayuki hime Satsujin Jiken                  | Noriko Miki     |         | [ 27 ]      |
| 2015 | Kamisama wa Bali ni Iru                        | Kana            |         | [ 28 ]      |
| 2015 | April Fools                                    | Reiko           |         | [ 29 ]      |
| 2015 | Grasshopper                                    | Hiyoko          |         | [ 30 ]      |
| 2016 | One Piece Film: Gold                           | Baccarat        | Voz     |             |
| 2016 | The Mole Song 2: Hong Kong Capriccio           | Hufon           |         |             |
| 2017 | Gintama                                        | Matako Kijima   |         |             |
| 2019 | Masquerade Hotel                               | Eriko Anno      |         |             |
| 2020 | Wotaku Koi wa Muzukashī                        | Hanako Koyanagi |         |             |
| 2021 | Pretty Guardian Sailor Moon Eternal: The Movie | Reina Nehelenia | Voz     |             |
| 2021 | The Supporting Actors: The Movie               | como sí misma   |         |             |
| 2021 | Jigoku no Hanazono: Office Royale              | Shuri Andō      |         |             |
| 2021 | The Mole Song: Final                           | Kochou          |         |             |
| 2022 | 7 Secretaries: The Movie                       | Fujiko Hase     |         |             |
| 2023 | Tokyo MER: Mobile Emergency Room – The Movie   | Natsume Kuramae |         |             |
| 2023 | Lumberjack the Monster                         | Ranko Toshiro   |         |             |
| 2025 | Tokyo MER: Mobile Emergency Room – The Movie 2 | Natsume Kuramae |         |             |
| 2025 | Candle Stick                                   | Kyoko           |         |             |